# Óscar Sousa
Óscar Sousa es el actual Ministro de Defensa y Ministro del Interior de Santo Tomé y Príncipe. Ejerece dichos cargos desde el 9 de agosto del 2003. 
Asimismo ha ejercido el cargo de Ministro de Relaciones Exteriores por 2 semanas en marzo del 2004 y nuevamente entre enero y abril del 2006.
| Predecesor: Ovídio Manuel Barbosa Pequeno | Ministro de Relaciones Exteriores de Santo Tomé y Príncipe 2006 | Sucesor: Carlos Gustavo dos Anjos |

- Datos: Q5574245